# Никольский уезд
Никольский уезд — административная единица в составе Вологодского наместничества, Вологодской губернии и Северо-Двинской губернии, существовавшая до 1924 года. Центр — город Никольск.

## История

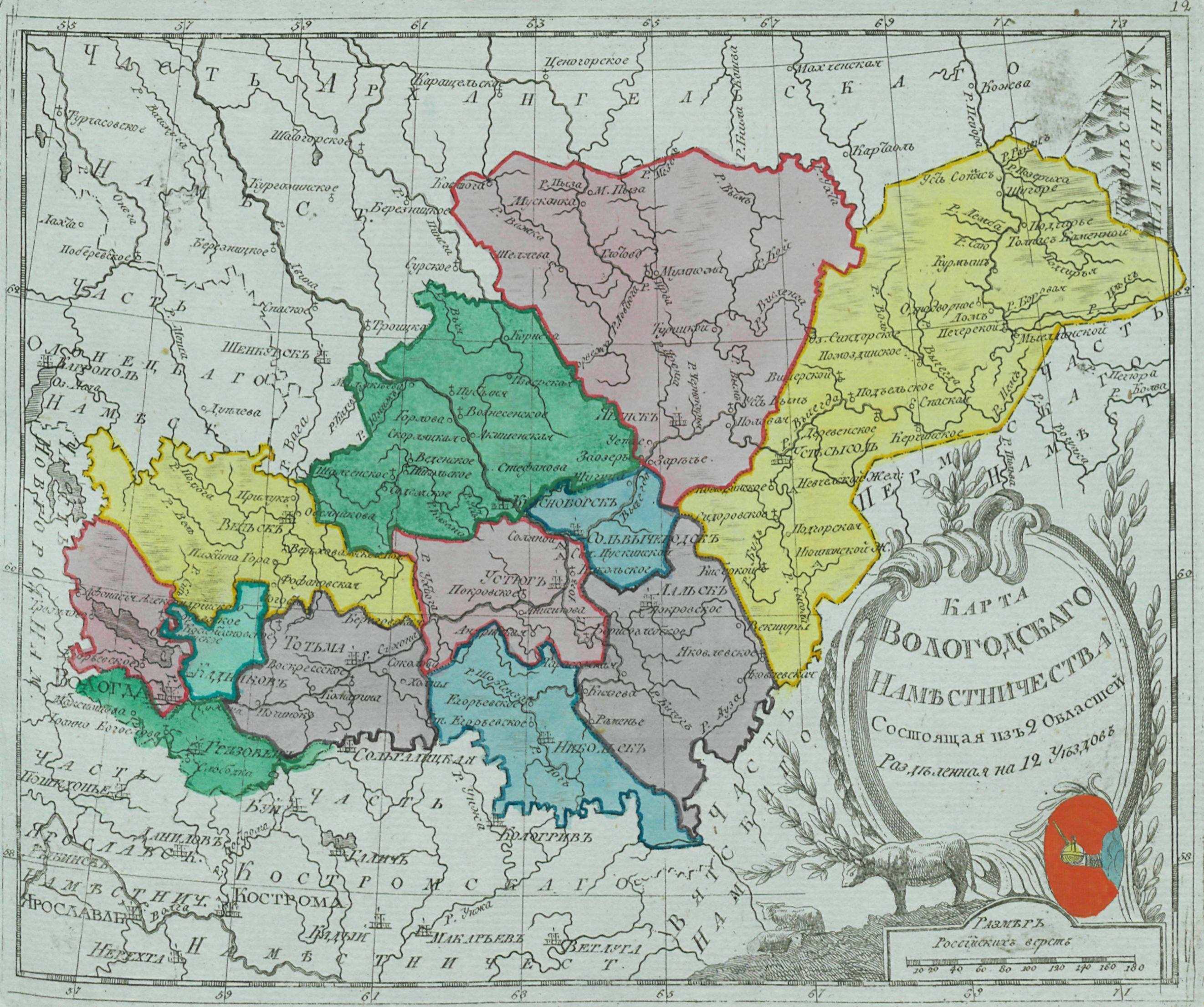
Никольский уезд (выделен голубым цветом), 1792 год

Никольский уезд был образован в 1780 году в ходе административной реформы Екатерины II, когда он был отнесён к Великоустюжской области Вологодского наместничества.
В 1796 году уезд отошёл к Вологодской губернии. Постановлением НКВД РСФСР от 24 июля 1918 года Никольский уезд был включён в состав Северо-Двинской губернии. 7 декабря 1920 года из Никольского уезда в Котельничский уезд Вятской губернии были переданы Александровская, Луптюгская и Черновско-Николаевская волости. В 1924 году, когда уездное деление Северо-Двинской губернии было заменено на районное, уезд был упразднён.

## Население
По данным переписи 1897 года, в уезде проживало 228,4 тыс. чел., в том числе русские — 99,9 %. В городе Никольске проживало 2553 чел..

## Административное деление
Волости и волостные центры на 1893 год:
I стан
- Аргуновская волость — Аргуново
- Байдаровская волость — Байдарово
- Березниковская волость — Васильево
- Вознесенская волость — Вознесенское
- Кемская волость — Путилово
- Лапшинская волость — Лапшино
- Павинская волость — Павино
- Пермасская волость — Пермас
- Подболотная волость — Подболотье
- Родюкинская волость — Родюкино
- Соловецкая волость — Соловецкое
- Черновско-Николаевская волость — Черновско-Николаевское

II стан
- Бобровско-Захаровская волость — Захарово
- Волмановская волость — Вновь-Поставленное
- Городецкая волость — Кичменгско-Преображенское
- Езекиевская волость — Засорино
- Ентальско-Бакшеевская волость — Бакшеев Дор
- Лузянская волость — Пермятское
- Подосиновская волость — Подосиновец
- Плесовская волость — Шолга
- Утмановская волость — Утмановско-Ильинское
- Шестаковская волость — Кильчангско-Троицкое
- Шонгско-Николаевская волость — Повино
- Щеткинская волость — Щеткино

В 1913 году в уезде имелось 24 волости: Аргуновская, Байдаровская, Березниковская (центр — д. Васильева), Бобровско-Захаровская (центр — д. Захарова), Вознесенская, Волмановская (центр — д. Вновь-Поставленная), Городецкая (центр — д. Кичменгский Городок), Езекиевская (центр — д. Засорина), Кемская (центр — д. Путилова), Лапшинская, Лузянская (центр — д. Пермятская), Павинская, Пермасская, Плесовская (центр — с. Шолгско-Троицкое), Подболотная, Подосиновская, Родюкинская, Соловецкая, Утмановская (центр — с. Ильинское), Черновско-Николаевская (центр — д. Черновская), Шестаковское (центр — село Кильченга с. Троицкое), Шонгско-Николаевская, Щеткинская, Энтальско-Бакшеевская (центр — д. Бакшеев-Дор).